# 中小都市における公共図書館の運営
『中小都市における公共図書館の運営』（ちゅうしょうとしにおけるこうきょうとしょかんのうんえい）は、1963年（昭和38年）日本図書館協会より刊行された中小公共図書館運営の指針である。通称『中小レポート』（記事本文中においても以下『中小レポート』と記す）。
『中小レポート』は、1970年（昭和45年）に同じく日本図書館協会より発行された『市民の図書館』とともに、日本における公共図書館のあり方に大きな影響を与えた（後述）。

## 作成の背景
『中小レポート』が作成された背景に、1950年代の国内図書館界の低調な実態があった。1958年（昭和33年）度の図書館を設置している1自治体あたりの年間受け入れ冊数は1,529冊、年間図書費は51万円にとどまり、新刊書に乏しい図書館は市民の関心を得られる存在ではなかった。
また、1950年（昭和25年）公布の図書館法の理念とは裏腹に、1950年代は未だ県立図書館を中心とした戦前的な図書館理念に支配されていた。図書館法の理念が実質を伴わない中で、図書館を国の支援により振興させるべく、日本図書館協会内においても図書館の義務設置、国庫補助の充実、国立国会図書館を頂点とした階層的な図書館制度の確立を柱とする図書館法改正運動が起こった。
一方でこれに対抗し、住民の支持と新しい理念により図書館を振興させようとする若手図書館員の勢力により、図書館法改正反対運動も展開されていた。図書館法改正草案を強く批判し、反対運動をリードした渡辺進が館長を務めた高知市民図書館では、移動図書館を通じて市民への図書館サービスを普及させ、図書館法の理念の実践に努めた。
また、1955年（昭和30年）に若手図書館員を中心として結成された図書館問題研究会（図問研）は、図書館法改正反対運動、文部省選定図書制度反対運動を展開するとともに、後に『中小レポート』作成に携わる人物を多く輩出した。ただし、『中小レポート』作成当時は図問研の活動が停滞状況にあり、図問研が会として組織的に『中小レポート』作成に携わったわけではない。
当時日本図書館協会の事務局長であった有山崧は、高知市民図書館の活動に関心を寄せ、日本の社会にあった図書館像と、「地域社会の民衆と直結した」サービスのあり方を模索していた。
有山は、図書館政策の前提となるナショナル・プランの確立を企図し、1960年（昭和35年）に20 - 30歳代を中心とした一般調査委員を選定して中小公共図書館運営基準委員会を設置し、同委員会により1962年（昭和37年）までの2年間にわたり、活動が盛んな全国各地の12図書館を抽出して、その実態調査を行ったのである。
選定された一般調査委員は、石井敦（神奈川県立川崎図書館）、黒田一之（東京都立日比谷図書館）、清水正三（中央区立京橋図書館）、宮崎俊作（江東区立城東図書館）、森崎震二（国立国会図書館）、森博（大田区立洗足池図書館）、吉川清（船橋市立図書館）の7名。1961年度に森、宮崎に代わり鈴木四郎（埼玉県立図書館）、小井沢正雄（江東区立深川図書館）が入った。また日本図書館協会事務局からは、前川恒雄が基準委員会の事務局を担当した。委員の選定はほぼ有山が行ったと推測されている。

## 調査の実施
調査は先に選定された一般調査委員および、これとは別に外国事情調査委員3名、現地調査のつど委嘱される実地調査委員49名により遂行された。最初の調査は、人口5万人台の都市を対象とし、首都圏から比較的近い岡谷市立図書館から始められた。1960年度においては七尾市立、新津市立、綾部市立、高砂市立、気仙沼市立、苫小牧市立（新津以下は年が明けて1961年（昭和36年）に入ってからの調査実施）の各図書館で調査を行っている。
この5万人台という都市規模は、「中小」とする調査対象の都市規模に沿い、一定の都市集積があって、かつ都市の様態、図書館活動の活発さも多様であり、国内中小図書館の現状を探る上で有用と考えたものだが、必ずしも明確な根拠があって5万人台に絞り込んだものではなかった。このため、1960年度の調査結果をそのまま最終的な基準作成にあてるのは不適切と考えられ、翌1961年度には人口7万人 - 15万人台（のち20万人台まで調査対象とした）までの5都市（伊勢崎市立、高岡市立、岩国市立、八代市立、新居浜市立）が新たに調査対象となった。
こうして12都市の実地調査結果が集められ、1962年（昭和37年）甲府市で開催された合宿委員会にて『中小レポート』の目次構成および執筆者の割り振りが決定され、各員の執筆作業と並行して、埼玉県の全県調査が実施された。構成と執筆者が決定し、埼玉県の調査結果を反映した上で、調査委員長の清水正三と、事務局の前川恒雄によって最終的な調整が加えられ、中小レポートの上梓に至ったのである。

## 『中小レポート』の影響と実践
『中小レポート』では、その冒頭において「公共図書館の本質的な機能は、資料を求めるあらゆる人々やグループに対し、効率的かつ無料で資料を提供するとともに、住民の資料要求を増大させるのが目的である」と規定した。すなわち『中小レポート』の意義は、図書館の果たすべき機能を明確に規定し、その実践の主体は中小公共図書館であると明言した点にあった。
これは図書館活動の中心は大図書館であるとする従来の図書館観を批判しうちやぶるものであり、思想上の転換点として位置づけられる。同時に『中小レポート』の思想的意義は、公立図書館の存在意義を「国民の知的自由」と結びつけ、図書館の活動を「奉仕」の観点から再構成する点にあった。
一方で「中小図書館こそ公共図書館のすべてである」と掲げたテーゼは、都道府県立図書館の反感を買うものであり、都道府県立図書館の側でも『中小レポート』に対抗する図書館理論の構築を目指したが実現しなかった。このため、都道府県立図書館の側で独自の経営論を打ち出せなかったことは、かえって中小図書館が都道府県立図書館に追従しない独自の道を歩む契機となった。

## 日野市立図書館における実践
『中小レポート』で打ち出された図書館の奉仕活動の理念を、実践によって発展に導いたのが日野市立図書館である。日野市では日本図書館協会の事務局長であった有山崧が市長に就任し、『中小レポート』の実務を担当した前川恒雄が図書館長に就任した。
日野市立図書館では、図書館の施設そのものの建設よりも、移動図書館を通じての市民への貸出を先行して実践した。すなわち、市の中心部に大きな中央図書館を建設し、その後市内各所に分館を設置し、移動図書館を導入するといった従来的な図書館づくりとは全く逆のアプローチが試みられたのである。
日野市立図書館では、1965年（昭和40年）に移動図書館「ひまわり号」によるサービスを開始。翌1966年（昭和41年）に高幡図書館、多摩平児童図書館（電車図書館）が開館。中央図書館が開館したのはその後、1973年（昭和48年）のことであった。
これは従来の閲覧中心の図書館から貸出中心への転換を目指すものであり、それを支えたのが潤沢な図書購入費であった。発足2年目に投じられた図書購入費1,015万円は、当時都道府県立図書館および政令指定都市の図書館まで含めても全国11番目に多いものであった。
これは、図書館活動における図書購入費の臨界点を示す結果ともなり、日野市立図書館が市民に活発に利用されたことは、『中小レポート』で提示された仮説を実証するものでもあった。図書館の不振の原因は、市民の読書意欲のなさによるものではなく、図書購入費と蔵書の少なさであることが見出された。すなわち図書館活動に一定以上の図書購入費がなければ、蔵書自体に魅力がなくなり利用者が減って、結果的に投じた経費そのものが無駄になるのである。
また『中小レポート』は単に思想論にとどまらず、貸出利用率、蔵書流通率、登録率などの各種指標を通じて図書の運用効率を示し、図書館の運営に経済的な合理性を持ち込む経営論でもあったため、日野市立図書館での試みは、『中小レポート』の論理を実証によって裏付けるものとなった。

## 成果と問題点
一方で『中小レポート』は、表現が主観的で説得力を欠く面があったとされ、1980年（昭和55年）に発表された『図書館白書 一九八〇 戦後公共図書館の歩み』においても、その意義が高く評価されながらも「荒けずり」と形容されるものでもあった。
具体的には、図書館が果たすべき機能を絞り込めず情報提供機能（資料提供に対応する）と教育機能（読書普及指導に対応する）との対立を内包した点、館外奉仕を活動の中心に位置づけ、館内奉仕は余力があったら実施すると言い切るほど軽視してしまった点、児童奉仕を重視しなかった点、個人貸出よりも団体貸出を重視した点などが問題点として挙げられ、そのまま図書館運営の標準的な規範とするには受容しがたいものでもあった。
この『中小レポート』の成果と問題点を受けて発行されたのが、1970年（昭和45年）の『市民の図書館』である。同書においては公共図書館の定義を「国民の知的自由を支える機関であり、知識と教養を社会的に保障する機関である」と規定して、『中小レポート』で示された理念をより抽象化し、『中小レポート』の問題点を克服して、はじめて公共図書館に普遍的な運営モデルを示したのである。